# 재사
재사(再思, 생몰년 미상)는 고구려의 왕족이자, 태조태왕의 아버지이고, 고구려 제2대 왕인 유리명왕의 서6남이며, 이른바 새옹지마 같은 일생을 지낸 재사공은, 53년에 모본왕이 암살된 직후 신료들이 그를 왕으로 추대하려 하자 고령을 이유로써 왕위를 포기(거절)하고, 오히려 첫째 아들(적장남)인 궁(태조태왕, 당시 7세)에게 양보했다.

## 슬하 적서자녀 관련 여부
물론 태조태왕은 재사공의 적장남이지만, 차대왕과 신대왕이라는 태조태왕의 두 배다른 형제들은 둘 모두 재사공의 서자라는 일설이 있다.

## 생애
53년경에서부터 이듬해 54년경까지 고구려의 섭정을 지낸 그의 성씨는 고(高)씨이며 《삼국사기》와 《삼국유사》의 기록에 의하면 고구려 제2대 군왕인 유리명왕의 6째아들(서자)이라고 전해진다. 신채호는 재사를 대무신왕의 3세손이라 하여, 그를 손자로 보았다.
일설에는 고주몽과 함께 졸본부여로 건너온 재사와 동명이인이라는 설이 있다. 신채호의 설을 따른다면 차대왕과 신대왕은 태조왕의 서자들이다. 그의 생애는 알려져있지 않으며 《삼국사기》와 《삼국유사》에 의하면 조카 또는 형제간인 모본왕이 암살될 당시에도 고령을 이유로 왕위를 포기하고, 자신의 아들인 궁에게 왕위를 양보했다.